# Hemiphylacus
Hemiphylacus es un género de 5 especies de plantas monocotiledóneas bulbosas perteneciente a la familia Asparagaceae.

## Especies seleccionadas
- Hemiphylacus alatostylus
- Hemiphylacus hintoniarum
- Hemiphylacus latifolius
- Hemiphylacus mahindae
- Hemiphylacus novogalicianus